# 阿勒斯海姆主教座堂

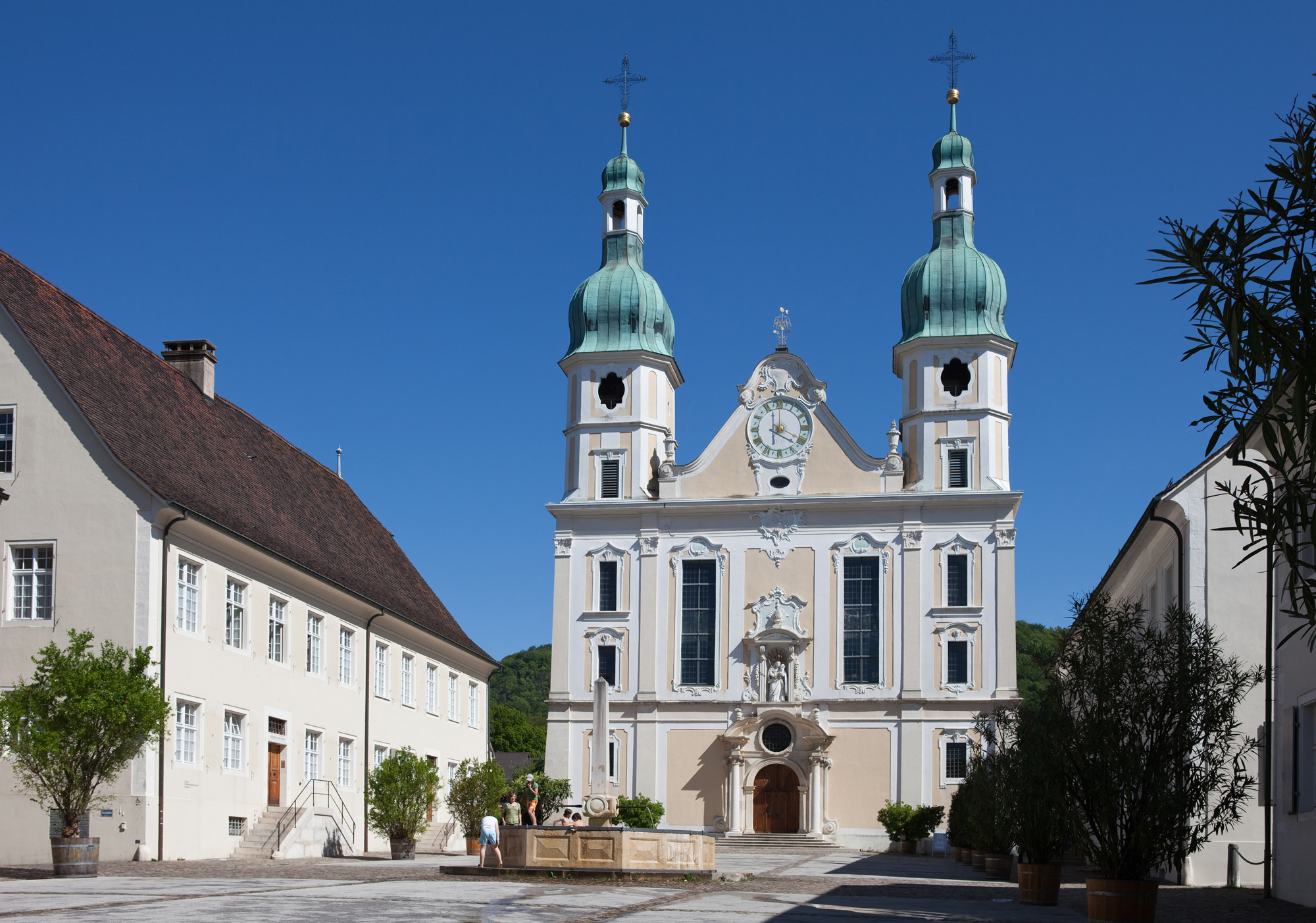

阿勒斯海姆主教座堂是瑞士城市阿勒斯海姆的一座羅馬天主教的主教座堂，也是阿勒斯海姆的主要教堂。現在這座教堂被列入瑞士的重要國家文化紀念建築。